# Senija
Senija – gmina w Hiszpanii, w prowincji Alicante, we wspólnocie autonomicznej Walencja, o powierzchni 4,79 km². W 2011 roku liczyła 642 mieszkańców.